# Vela ai Giochi della XVI Olimpiade
Le competizioni di vela ai Giochi della XVI Olimpiade si sono svolte nei giorni dal 26 novembre al 5 dicembre 1956 nella Baia di Port Phillip.
Rispetto all'edizione precedente di Helsinki 1952, la classe 6 metri è stata sostituita dalla classe 12m² Sharpie.

## Podi
| Evento                  | Oro                                               | Argento                                                     | Bronzo                                                  |
| Finn (dettagli)         | Paul Elvstrøm                                     | André Nelis                                                 | John Marvin                                             |
| Star (dettagli)         | Stati Uniti Herbert Williams Lawrence Low         | Italia Agostino Straulino Nicolò Rode                       | Bahamas Durward Knowles Sloan Farrington                |
| 12m² Sharpie (dettagli) | Nuova Zelanda Peter Mander Jack Cropp             | Australia Rolland Tasker John Scott                         | Gran Bretagna Jasper Blackall Terence Smith             |
| Dragone (dettagli)      | Svezia Folke Bohlin Bengt Palmquist Leif Wikström | Danimarca Ole Berntsen Christian von Bülow Cyril Andresen   | Gran Bretagna Graham Mann Jonathan Janson Ronald Backus |
| 5,5 metri (dettagli)    | Svezia Lars Thörn Hjalmar Karlsson Sture Stork    | Gran Bretagna Robert Perry David Bowker John Desmond Dillon | Australia Jock Sturrock Devereaux Mytton Doug Buxton    |

## Medagliere
| Posizione | Paese         |   |   |   | Totale |
| --------- | ------------- | - | - | - | ------ |
| 1         | Svezia        | 2 | 0 | 0 | 2      |
| 2         | Danimarca     | 1 | 1 | 0 | 2      |
| 3         | Stati Uniti   | 1 | 0 | 1 | 2      |
| 4         | Nuova Zelanda | 1 | 0 | 0 | 1      |
| 5         | Gran Bretagna | 0 | 1 | 2 | 3      |
| 6         | Australia     | 0 | 1 | 1 | 2      |
| 7         | Belgio        | 0 | 1 | 0 | 1      |
| 7         | Italia        | 0 | 1 | 0 | 1      |
| 9         | Bahamas       | 0 | 0 | 1 | 1      |
| Totale    | Totale        | 5 | 5 | 5 | 15     |